# 金窝水库
金窝水库是中国广西壮族自治区钦州市钦南区境内的一座水库，位于金窝江上，建于1978年。水库正常库容为2770万立方米，集雨面积为25平方千米，海拔为17.93米。